# BioShock 2
BioShock 2 — відеогра жанру шутера від першої особи, розроблена студією 2K Marin для Microsoft Windows, PlayStation 3 і Xbox 360. Реліз відбувся
9 лютого 2010 року і є продовженням BioShock (2007). Версія для OS X була випущена 29 березня 2012 дикими Feral Interactive.
Дія гри розгортається у вигаданому місті Вознесіння (BioShock) у 1968 році, через вісім років після подій першої гри. Головним героєм є один з перших прототипів Big Daddy — істоти, чиї органи імплантуються в водолазному костюмі. Big Daddy на ім'я Дельта не пам'ятає події попереднього десятиліття, і має завдання знайти свою Сестричку на ім‘я Елеонора Лемб, з якою він був зв'язаний. Побоюючись, що ця зустріч може зруйнувати її плани, матір дівчинки Софія Лемб, головний антагоніст у грі, посилає проти героя мутантів, які звуть себе «Родиною Вознесіння».
Впродовж ігрового процесу Елеонора переіодично відправляє головному герою різні подарунки, на кшалт аптечок, амуніції, чи плазмідів.